# Contaminació interplanetària
La contaminació interplanetària és la possible forma de contaminació biològica d'un cos planetari per una sonda o nau espacial, ja sigui de manera intencionada o no. La contaminació interplanetària es divideix en dos tipus de contaminació biològica provocada per espècies invasores de vida microbiana:
Contaminació de sortida (Forward Contamination), que és la transferència de vida microbiana de la Terra a un altre cos celeste (amb hipotètica vida extraterrestre pròpia o sense). En l'actualitat, els acords internacionals cobreixen l'esterilitat de les naus espacials que deixen la Terra sota el tractat de l'espai exterior i les directrius COSPAR per a la protecció planetària.
Contaminació de retorn (Back Contamination), que seria la introducció d'hipotètics organismes microbians extraterrestres a la biosfera de la Terra. La por a la contaminació en tornar de la Lluna va ser el principal motiu dels procediments de quarantena adoptats pel programa de la primera missió Apollo. Els astronautes i les mostres lunars van ser posats en quarantena al laboratori de Recepció Lunar. Actualment, per a les mostres d'una futura missió de retorn de Mart, hi ha el protocol de quarantena per a qualsevol mostra provinent de Mart; el qual es duria a terme en un laboratori de bioseguretat de nivell 4, conegut com el Mars Sample Return Receiving Facility (MSRRF). Aquesta contaminació de retorn pot iniciar-se en la seva primera etapa hipotèticament en el mateix planeta explorat, com una interacció directa entre els astronautes i les hipotètiques formes de vida microscòpiques autòctones.

## Protocols d'ús i prevenció
Actualment, hi ha una guia coneguda com a Planetary protection (protecció planetària), que està dissenyada com un principi rector en el disseny d'una missió interplanetària, amb l'objectiu d'evitar la contaminació biològica de tots dos, el cos celeste blanc i la Terra. Aquesta guia reflecteix tant la naturalesa desconeguda de l'entorn espacial, com el desig de la comunitat científica per preservar la naturalesa prístina dels cossos celestes fins que puguin ser estudiats en detall.